# 爱尔兰黑人
爱尔兰黑人是爱尔兰的一个非洲裔多民族群体。黑人、非洲人以及非裔人后裔自18世纪起开始少量定居爱尔兰。在整个18世纪，他们主要聚居在大型城市和城镇，特别是利默里克、科克、贝尔法斯特、金赛尔、沃特福德以及都柏林。随着移民的增多，爱尔兰黑人社群也在扩大。2022年人口普查数据显示，有67546人自称黑人或有非洲背景的爱尔兰黑人，有8699人自称黑人或有其他黑人群体背景的爱尔兰黑人。  